# Oreogeton versabilis
Oreogeton versabilis är en tvåvingeart som beskrevs av Collin 1933. Oreogeton versabilis ingår i släktet Oreogeton och familjen Oreogetonidae. Inga underarter finns listade i Catalogue of Life.